# Dennis Maelzer

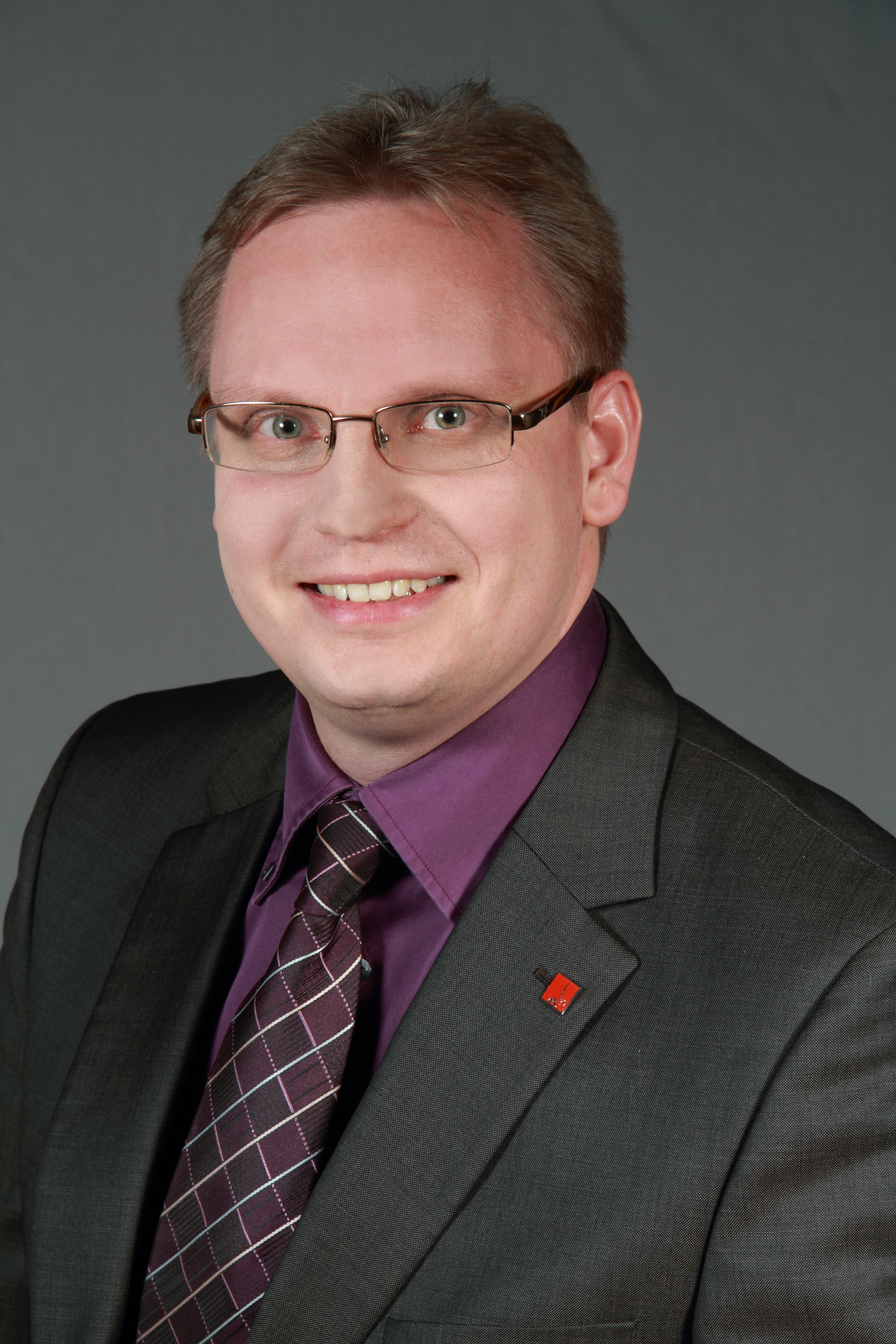
Dennis Maelzer (2013)

Dennis Maelzer (* 28. Februar 1980 in Detmold) ist ein deutscher Politiker (SPD) aus dem Kreis Lippe und seit 9. Juni 2010 Abgeordneter im Landtag Nordrhein-Westfalen.

## Leben
Aufgewachsen im Detmolder Stadtteil Heidenoldendorf, machte Maelzer am Stadtgymnasium Detmold Abitur. Von 2000 bis 2006 studierte er an der Leibniz Universität Hannover Politische Wissenschaft mit den Nebenfächern Germanistik und Medienwissenschaft. Von 2002 bis 2007 war Maelzer freier Mitarbeiter bei einer Lokalzeitung. Von 2007 bis 2014 promovierte er in Hannover zum Thema Gesundheitsreformen, was er mit einer Dissertationsschrift unter dem Titel „Politik gut beraten? Lernprozesse in deutschen Gesundheitsreformen“ abschloss. Bis Oktober 2010 war er Lehrbeauftragter am Institut für Politische Wissenschaft der Leibniz Universität Hannover.

## Politik
Maelzer ist seit 1999 Mitglied der SPD. Ab 2005 war er Vorsitzender des SPD-Ortsvereins Heidenoldendorf. Seit 2008 ist er im Landesparteirat der SPD Nordrhein-Westfalen sowie Stadtrat in Detmold. Bei der Landtagswahl in Nordrhein-Westfalen 2010 gewann Dennis Maelzer den Landtagswahlkreis Lippe III mit 45,3 Prozent der Erststimmen. Sein Vorgänger als Wahlkreisvertreter war bis 2010 Manfred Luckey von der CDU.
Bei der Landtagswahl in Nordrhein-Westfalen 2012 verteidigte Dennis Maelzer den Landtagswahlkreis Lippe III mit 45,2 Prozent der Erststimmen. Auch bei der Landtagswahl in Nordrhein-Westfalen 2017 konnte er mit 40,8 Prozent der Erststimmen sein Landtagsmandat wiedererringen. In der Landtagsfraktion fungiert er als familienpolitischer Sprecher. Bei der Landtagswahl 2022 verteidigte er das Direktmandat mit 36,0 Prozent der Erststimmen. Im September 2024 gab er bekannt, dass er für die Position des Landrats im Kreis Lippe im Rahmen der Kommunalwahl 2025 kandidieren wolle. Anfang Dezember 2024 zog Maelzer seine Kandidatur für das Amt des Landrats aus gesundheitlichen Gründen zurück.

## Veröffentlichungen
Dennis Maelzer: Politik gut beraten? Lernprozesse in deutschen Gesundheitsreformen. Dissertation. Nomos 2014, ISBN 978-3-8487-1095-9.